# Chữ biểu âm

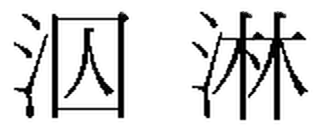
Trong hai ký tự tiếng Trung có nghĩa là "bơi" và "ngâm", trong mỗi ký tự có một phần tương đồng ở bên trái, gốc liên quan đến "nước" và một phần khác ở bên phải, đó là gốc bắt nguồn từ các ký tự có nghĩa là "tù nhân" và "rừng", đây là các gốc ngữ âm và chỉ ra rằng 2 ký tự được biểu thị được phát âm giống như các ký tự mà gốc của chúng bắt nguồn, lần lượt là «qiú» và «lín». Đây là thứ gần giống nhất với bản ghi âm trong văn bản tiếng Trung.

Chữ biểu âm, còn gọi văn tự biểu âm, là hệ thống chữ viết mà trong đó, mỗi một ký hiệu văn tự tương ứng với một âm vị (đơn vị âm thanh nhỏ nhất của một ngôn ngữ) hay một âm tiết (âm thanh tạo thành từ một hoặc nhiều âm vị). Những hệ thống chữ viết tiêu biểu cho chữ biểu âm gồm có chữ Latin, chữ Kirin, chữ Ả Rập, chữ Devanagari, Kana (hiragana và katakana) của tiếng Nhật, Hangul của tiếng Triều Tiên. Trong khi đó, chữ tượng hình Ai Cập, chữ Hán, chữ Nôm, chữ Maya lại đại diện cho hệ thống chữ viết đối lập với chữ biểu âm là văn tự ngữ tố với khả năng biểu nghĩa.

## Phân loại
Có các loại chữ biểu âm như sau.

### Văn tự âm tiết
Chữ biểu âm mà mỗi một ký hiệu trong đó tương ứng với một âm tiết được gọi là văn tự âm tiết.

### Văn tự âm vị
Chữ biểu âm mà mỗi một ký hiệu trong đó tương ứng với một âm vị được gọi là văn tự âm vị.

## Lịch sử hình thành
Tất cả các hệ thống chữ biểu âm đều được hình thành thông qua văn tự ngữ tố.